# Control coherent
El control coherent és un mètode basat en la mecànica quàntica per controlar processos dinàmics mitjançant la llum. El principi bàsic és controlar els fenòmens d'interferència quàntica, normalment configurant la fase dels polsos làser. Les idees bàsiques han proliferat, trobant una àmplia aplicació en espectroscòpia, espectres de masses, processament d'informació quàntica, refrigeració làser, física ultrafred i molt més.

## Breu Història
La idea inicial era controlar el resultat de les reaccions químiques. Es van seguir dos enfocaments:
- en el domini del temps, un esquema de "bomba-bocament" on el control és el retard de temps entre polsos[3][4]
- en el domini de la freqüència, vies interferents controlades per un i tres fotons.[5]

Els dos mètodes bàsics es van fusionar finalment amb la introducció de la teoria del control òptim.
Aviat van seguir realitzacions experimentals en el domini del temps i en el domini de la freqüència. Dos desenvolupaments interconnectats van accelerar el camp del control coherent: experimentalment, va ser el desenvolupament de la conformació de polsos mitjançant un modulador de llum espacial i la seva ocupació en el control coherent. El segon desenvolupament va ser la idea del control automàtic de retroalimentació i la seva realització experimental.

## Controlabilitat
El control coherent té com a objectiu dirigir un sistema quàntic des d'un estat inicial a un estat objectiu mitjançant un camp extern. Per a estats inicials i finals (objectiu) donats, el control coherent s'anomena control d'estat a estat. Una generalització és dirigir simultàniament un conjunt arbitrari d'estats purs inicials cap a un conjunt arbitrari d'estats finals, és a dir, controlar una transformació unitària. Aquesta aplicació estableix les bases per a una operació de porta quàntica.
La controlabilitat d'un sistema quàntic tancat ha estat abordada per Tarn i Clark. El seu teorema basat en la teoria del control estableix que per a un sistema quàntic tancat de dimensions finites, el sistema és completament controlable, és a dir, una transformació unitària arbitrària del sistema es pot realitzar mitjançant una aplicació adequada dels controls si els operadors de control i l' Hamiltonià impertorbable generen l'àlgebra de Lie de tots els operadors hermitians. La controlabilitat completa implica controlabilitat d'estat a estat.
La tasca computacional de trobar un camp de control per a una transformació particular d'estat a estat és difícil i es fa més difícil amb l'augment de la mida del sistema. Aquesta tasca forma part de la classe dels problemes d'inversió dur d'alta complexitat computacional. La tasca algorítmica de trobar el camp que genera una transformació unitària escala factorial més difícil amb la mida del sistema. Això es deu al fet que s'han de trobar un nombre més gran de camps de control d'estat a estat sense interferir amb els altres camps de control. S'ha demostrat que resoldre problemes de control òptim quàntic general és equivalent a resoldre equacions diofàntiques. Per tant, de la resposta negativa al desè problema de Hilbert es desprèn que la controlabilitat quàntica òptima és en general indecidible.
Un cop imposades les restriccions, la controlabilitat es pot degradar. Per exemple, quin és el temps mínim necessari per aconseguir un objectiu de control? Això s'anomena "límit de velocitat quàntic". El límit de velocitat es pot calcular quantificant la conjectura de control d'Ulam.

## Aplicacions experimentals
Algunes aplicacions del control coherent són
- Reaccions químiques unimoleculars i bimoleculars.[24][25][26]
- La fotoisomerització biològica de la retina.[27][28]
- El camp de la ressonància magnètica nuclear.[29]
- El camp de la matèria ultrafreda per a la fotoassociació.[30]
- Tractament de la informació quàntica.[31][32][33][34]
- Física d'atosegons.[35][36]

Un altre tema important és la selectivitat espectral del control coherent de dos fotons. Aquests conceptes es poden aplicar a l'espectroscòpia i microscòpia Raman d'un sol pols.
Com a una de les pedres angulars per habilitar les tecnologies quàntiques, el control quàntic òptim continua evolucionant i expandint-se a àrees tan diverses com la detecció millorada quàntica, la manipulació de girs individuals, fotons o àtoms, espectroscòpia òptica, fotoquímica, ressonància magnètica (espectroscòpia i medicina). imatges), processament de la informació quàntica i simulació quàntica.